# Sekundycja
Sekundycja – w Kościele katolickim (z łac. secunda missa – druga msza) nazwa mszy odprawianej przez kapłana w pięćdziesiątą rocznicę przyjęcia święceń kapłańskich. Termin ten oznacza także wszelkie uroczystości związane z dniem złotego jubileuszu kapłańskiego lub sam jubileusz.